# 중일 슈퍼 대항전
중일 슈퍼 대항전(일본어: 日中スーパー囲碁, 중국어 간체자: 中日围棋擂台赛, 정체자: 中日圍棋擂台賽)은 일본과 중국 양국에서 6~9명의 대표가 출전해 연승전 방식으로 우승을 다투는 바둑 단체전이다. 후지쯔배, 응씨배 같은 세계 기전 창설에 영향을 끼쳤기 때문에 중일 슈퍼 대항전은 '바둑 국가대항전 시대를 열었다.'고 평가된다. 11회 대회를 마지막으로 중단되었고, 이후 일본과 중국의 NEC배 우승자가 3번기로 승부를 가리는 NEC배 중일 대항전으로 대체되었다.

## 대회 결과
| 년도    | 회차 | 우승 | 준우승 | 전적 |
| ------- | ---- | ---- | ------ | ---- |
| 1984-85 | 1    | 중국 | 일본   | 8:7  |
| 1986-87 | 2    | 중국 | 일본   | 9:8  |
| 1987-88 | 3    | 중국 | 일본   | 9:8  |
| 1988    | 4    | 일본 | 중국   | 7:2  |
| 1989-90 | 5    | 중국 | 일본   | 8:3  |
| 1991-92 | 6    | 일본 | 중국   | 8:7  |
| 1992-93 | 7    | 일본 | 중국   | 7:5  |
| 1993    | 8    | 일본 | 중국   | 7:3  |
| 1994    | 9    | 중국 | 일본   | 6:3  |
| 1995-96 | 10   | 중국 | 일본   | 7:5  |
| 1996    | 11   | 중국 | 일본   | 7:2  |

### 제1회 (1984년~1985년)
| 대국 | 날짜             | 승자                | 패자                  | 결과       |
| ---- | ---------------- | ------------------- | --------------------- | ---------- |
| 1    | 1984년 10월 16일 | 요다 노리모토 5단   | 왕젠홍 6단            | 백 불계승  |
| 2    | 1984년 10월 26일 | 장주주 7단          | 요다 노리모토 5단     | 백 2집반승 |
| 3    | 1984년 12월 21일 | 장주주 7단          | 고바야시 사토루 8단   | 흑 불계승  |
| 4    | 1985년 2월 2일   | 장주주 7단          | 아와지 슈조 9단       | 백 4집반승 |
| 5    | 1985년 2월 6일   | 장주주 7단          | 가다오카 사토시 7단   | 흑 불계승  |
| 6    | 1985년 3월 10일  | 장주주 7단          | 이시다 아키라 9단     | 백 불계승  |
| 7    | 1985년 3월 11일  | 고바야시 고이치 9단 | 장주주 7단            | 백 불계승  |
| 8    | 1985년 5월 20일  | 고바야시 고이치 9단 | 샤오전중 7단          | 흑 불계승  |
| 9    | 1985년 5월 22일  | 고바야시 고이치 9단 | 첸위핑 6단            | 백 불계승  |
| 10   | 1985년 7월 17일  | 고바야시 고이치 9단 | 차오다위안 8단        | 흑 6집반승 |
| 11   | 1985년 7월 31일  | 고바야시 고이치 9단 | 류샤오광 8단          | 백 반집승  |
| 12   | 1985년 8월 2일   | 고바야시 고이치 9단 | 마샤오춘 9단          | 흑 불계승  |
| 13   | 1985년 8월 27일  | 녜웨이핑 9단        | 고바야시 고이치 9단   | 흑 2집반승 |
| 14   | 1985년 8월 29일  | 녜웨이핑 9단        | 가토 마사오 9단       | 백 4집반승 |
| 15   | 1985년 11월 20일 | 녜웨이핑 9단        | 후지사와 히데유키 9단 | 흑 7집반승 |

녜웨이핑만이 남은 중국의 상황에서 일본은 전성기를 구가하던 고바야시 고이치, 가토 마사오, 후지사와 히데유키 세 명의 기사가 남았다. 대국을 위해 중국으로 출국하기 전 "지고 돌아온다면 삭발을 하겠다!"라는 배수진을 치고 출국했지만. 중국의 녜웨이핑은 세 명 모두 격파하며 중국에게 첫 우승을 안겨주었다.

### 제2회 (1986년~1987년)
| 대국 | 날짜            | 승자                | 패자                | 결과       |
| ---- | --------------- | ------------------- | ------------------- | ---------- |
| 1    | 1986년 3월 21일 | 루이나이웨이 7단    | 구스노카 데루코 7단 | 흑 불계승  |
| 2    | 1986년 3월 23일 | 루이나이웨이 7단    | 모리타 미치히로 3단 | 백 불계승  |
| 3    | 1986년 4월 20일 | 이마무라 도시야 7단 | 루이나이웨이 7단    | 백 불계승  |
| 4    | 1986년 4월 22일 | 이마무라 도시야 7단 | 장쉔 6단            | 흑 불계승  |
| 5    | 1986년 5월 31일 | 첸위핑 7단          | 이마무라 도시야 7단 | 흑 불계승  |
| 6    | 1986년 6월 2일  | 고바야시 사토루 8단 | 첸위핑 7단          | 흑 불계승  |
| 7    | 1986년 6월 29일 | 고바야시 사토루 8단 | 샤오전중 7단        | 백 2집반승 |
| 8    | 1986년 7월 1일  | 고바야시 사토루 8단 | 차오다위안 8단      | 흑 불계승  |
| 9    | 1986년 8월 2일  | 고바야시 사토루 8단 | 장주주 8단          | 백 불계승  |
| 10   | 1986년 8월 27일 | 고바야시 사토루 8단 | 류샤오광 8단        | 흑 불계승  |
| 11   | 1986년 8월 29일 | 마샤오춘 9단        | 고바야시 사토루 8단 | 흑 1집반승 |
| 12   | 1986년 10월 3일 | 가다오카 사토시 8단 | 마샤오춘 9단        | 흑 1집반승 |
| 13   | 1986년 12월 4일 | 녜웨이핑 9단        | 가다오카 사토시 8단 | 흑 불계승  |
| 14   | 1987년 1월 8일  | 녜웨이핑 9단        | 야마시로 히로시 9단 | 백 7집반승 |
| 15   | 1987년 1월 10일 | 녜웨이핑 9단        | 사카이 다케시 9단   | 흑 5집반승 |
| 16   | 1987년 3월 31일 | 녜웨이핑 9단        | 다케미야 마사키 9단 | 백 불계승  |
| 17   | 1987년 4월 30일 | 녜웨이핑 9단        | 오타케 히데오 9단   | 흑 2집반승 |

### 제3회 (1987년~1988년)
| 대국 | 날짜             | 승자                | 패자                | 결과       |
| ---- | ---------------- | ------------------- | ------------------- | ---------- |
| 1    | 1987년 5월 2일   | 양후이 7단          | 오가와 도모코 4단   | 흑 불계승  |
| 2    | 1987년 5월 4일   | 미야자와 고로 7단   | 양후이 7단          | 흑 불계승  |
| 3    | 1987년 6월 10일  | 류샤오광 8단        | 미야자와 고로 7단   | 흑 불계승  |
| 4    | 1987년 6월 12일  | 류샤오광 8단        | 이시 쿠니오 9단     | 백 2집반승 |
| 5    | 1987년 7월 21일  | 류샤오광 8단        | 고바야시 사토루 9단 | 흑 불계승  |
| 6    | 1987년 7월 23일  | 류샤오광 8단        | 구도 노리오 9단     | 백 1집반승 |
| 7    | 1987년 8월 22일  | 오하라 슈조 9단     | 샤오전중 7단        | 백 반집승  |
| 8    | 1987년 8월 24일  | 왕췬 8단            | 오하라 슈조 9단     | 백 불계승  |
| 9    | 1987년 9월 26일  | 야마시로 히로시 9단 | 왕췬 8단            | 백 5집반승 |
| 10   | 1987년 9월 28일  | 야마시로 히로시 9단 | 첸위핑 9단          | 흑 불계승  |
| 11   | 1987년 10월 29일 | 야마시로 히로시 9단 | 루이나이웨이 8단    | 백 불계승  |
| 12   | 1987년 10월 31일 | 야마시로 히로시 9단 | 장주주 9단          | 흑 불계승  |
| 13   | 1987년 12월 20일 | 야마시로 히로시 9단 | 차오다위안 9단      | 백 5집반승 |
| 14   | 1987년 12월 22일 | 마샤오춘 9단        | 야마시로 히로시 9단 | 백 불계승  |
| 15   | 1988년 2월 9일   | 마샤오춘 9단        | 다케미야 마사키 9단 | 흑 3집반승 |
| 16   | 1987년 3월 12일  | 가토 마사오 9단     | 마샤오춘 9단        | 흑 불계승  |
| 17   | 1987년 3월 14일  | 녜웨이핑 9단        | 가토 마사오 9단     | 흑 불계승  |

### 제4회 (1988년)
| 대국 | 날짜             | 승자              | 패자              | 결과       |
| ---- | ---------------- | ----------------- | ----------------- | ---------- |
| 1    | 1988년 3월 27일  | 요다 노리모토 7단 | 위빈 7단          | 백 불계승  |
| 2    | 1988년 3월 29일  | 요다 노리모토 7단 | 천린신 7단        | 흑 7집반승 |
| 3    | 1988년 5월 27일  | 요다 노리모토 7단 | 왕췬 8단          | 백 불계승  |
| 4    | 1988년 5월 29일  | 요다 노리모토 7단 | 류샤오광 8단      | 흑 반집승  |
| 5    | 1988년 7월 7일   | 요다 노리모토 7단 | 장주주 9단        | 백 8집반승 |
| 6    | 1988년 7월 9일   | 요다 노리모토 7단 | 마샤오춘 9단      | 흑 1집반승 |
| 7    | 1988년 10월 16일 | 녜웨이핑 9단      | 요다 노리모토 7단 | 흑 6집반승 |
| 8    | 1988년 10월 18일 | 녜웨이핑 9단      | 아와지 슈조 9단   | 백 6집반승 |
| 9    | 1988년 12월 18일 | 하네 야스마사 9단 | 녜웨이핑 9단      | 백 2집반승 |

### 제5회 (1989년~1990년)
| 대국 | 날짜             | 승자                | 패자                | 결과       |
| ---- | ---------------- | ------------------- | ------------------- | ---------- |
| 1    | 1989년 5월 16일  | 양스하이 3단        | 요다 노리모토 7단   | 흑 반집승  |
| 2    | 1989년 5월 18일  | 소노다 유이치 9단   | 양스하이 3단        | 흑 불계승  |
| 3    | 1989년 11월 4일  | 장원둥 7단          | 소노다 유이치 9단   | 흑 3집반승 |
| 4    | 1989년 11월 6일  | 장원둥 7단          | 하네 야스마사 9단   | 백 반집승  |
| 5    | 1989년 12월 23일 | 장원둥 7단          | 오하라 슈조 9단     | 흑 불계승  |
| 6    | 1989년 12월 25일 | 야마시로 히로시 9단 | 장원둥 7단          | 흑 불계승  |
| 7    | 1990년 2월 23일  | 위빈 8단            | 야마시로 히로시 9단 | 흑 3집반승 |
| 8    | 1990년 2월 25일  | 위빈 8단            | 이시다 요시오 9단   | 백 불계승  |
| 9    | 1990년 3월 14일  | 사카타 에이오 9단   | 위빈 8단            | 백 2집반승 |
| 10   | 1990년 3월 16일  | 첸위핑 9단          | 사카타 에이오 9단   | 백 4집반승 |
| 11   | 1990년 7월 1일   | 첸위핑 9단          | 다케미야 마사키 9단 | 흑 5집반승 |

### 제6회 (1991년~1992년)
| 대국 | 날짜             | 승자                | 패자                | 결과       |
| ---- | ---------------- | ------------------- | ------------------- | ---------- |
| 1    | 1991년 3월 22일  | 정훙 6단            | 고마쓰 히데키 7단   | 흑 불계승  |
| 2    | 1991년 3월 24일  | 정훙 6단            | 오가카 마사키 8단   | 백 반집승  |
| 3    | 1991년 5월 27일  | 정훙 6단            | 요다 노리모토 8단   | 흑 3집반승 |
| 4    | 1991년 5월 29일  | 가다오카 사토시 9단 | 정훙 6단            | 흑 3집반승 |
| 5    | 1991년 7월 3일   | 가다오카 사토시 9단 | 랴오구이융 8단      | 백 2집반승 |
| 6    | 1991년 7월 5일   | 가다오카 사토시 9단 | 량웨이량 7단        | 흑 불계승  |
| 7    | 1991년 9월 22일  | 장원둥 8단          | 가다오카 사토시 9단 | 흑 1집반승 |
| 8    | 1991년 9월 24일  | 아와지 슈조 9단     | 장원둥 8단          | 흑 반집승  |
| 9    | 1991년 10월 31일 | 아와지 슈조 9단     | 천린신 8단          | 백 4집반승 |
| 10   | 1991년 11월 2일  | 위빈 9단            | 아와지 슈조 9단     | 백 불계승  |
| 11   | 1991년 12월 18일 | 고바야시 사토루 9단 | 위빈 9단            | 백 4집반승 |
| 12   | 1991년 12월 20일 | 고바야시 사토루 9단 | 류샤오광 9단        | 흑 5집반승 |
| 13   | 1992년 2월 17일  | 녜웨이핑 9단        | 고바야시 사토루 9단 | 흑 1집반승 |
| 14   | 1992년 2월 19일  | 녜웨이핑 9단        | 하네 야스마사 9단   | 백 불계승  |
| 15   | 1992년 3월 30일  | 가토 마사오 9단     | 녜웨이핑 9단        | 백 불계승  |

### 제7회 (1992년~1993년)
| 대국 | 날짜             | 승자                | 패자                | 결과        |
| ---- | ---------------- | ------------------- | ------------------- | ----------- |
| 1    | 1992년 4월 1일   | 고마쓰 히데키 7단   | 류징 4단            | 흑 3집반승  |
| 2    | 1992년 5월 27일  | 고마쓰 히데키 7단   | 우자오이 7단        | 백 2집반승  |
| 3    | 1992년 5월 29일  | 정훙 7단            | 고마쓰 히데키 7단   | 백 반집승   |
| 4    | 1992년 7월 21일  | 요다 노리모토 8단   | 정훙 7단            | 백 불계승   |
| 5    | 1992년 7월 23일  | 요다 노리모토 8단   | 장원둥 8단          | 흑 불계승   |
| 6    | 1992년 11월 26일 | 위빈 7단            | 요다 노리모토 8단   | 흑 11집반승 |
| 7    | 1992년 11월 28일 | 고바야시 사토루 9단 | 위빈 7단            | 흑 불계승   |
| 8    | 1993년 2월 2일   | 마샤오춘 9단        | 고바야시 사토루 9단 | 흑 7집반승  |
| 9    | 1993년 2월 4일   | 마샤오춘 9단        | 야마시로 히로시 9단 | 백 2집반승  |
| 10   | 1993년 3월 16일  | 마샤오춘 9단        | 가다오카 사토시 9단 | 흑 불계승   |
| 11   | 1993년 3월 18일  | 아와지 슈조 9단     | 마샤오춘 9단        | 흑 7집반승  |
| 12   | 1993년 5월 10일  | 아와지 슈조 9단     | 녜웨이핑 9단        | 백 반집승   |

### 제8회 (1993년)
| 대국 | 날짜             | 승자              | 패자              | 결과        |
| ---- | ---------------- | ----------------- | ----------------- | ----------- |
| 1    | 1993년 5월 31일  | 가토 아쓰시 4단   | 저우허양 4단      | 백 불계승   |
| 2    | 1993년 6월 2일   | 가토 아쓰시 4단   | 사오웨이강 5단    | 흑 3집반승  |
| 3    | 1993년 7월 19일  | 가토 아쓰시 4단   | 왕젠홍 8단        | 백 3집반승  |
| 4    | 1993년 7월 21일  | 가토 아쓰시 4단   | 장원둥 9단        | 흑 11집반승 |
| 5    | 1993년 8월 24일  | 천린신 9단        | 가토 아쓰시 4단   | 흑 불계승   |
| 6    | 1993년 8월 26일  | 천린신 9단        | 유키 사토시 8단   | 백 반집승   |
| 7    | 1993년 11월 12일 | 고마쓰 히데키 8단 | 천린신 9단        | 백 불계승   |
| 8    | 1993년 11월 14일 | 고마쓰 히데키 8단 | 마샤오춘 9단      | 흑 3집반승  |
| 9    | 1993년 12월 6일  | 녜웨이핑 9단      | 고마쓰 히데키 8단 | 흑 5집반승  |
| 10   | 1993년 12월 8일  | 요다 노리모토 9단 | 녜웨이핑 9단      | 백 1집반승  |

### 제9회 (1994년)
| 대국 | 날짜             | 승자                | 패자                | 결과        |
| ---- | ---------------- | ------------------- | ------------------- | ----------- |
| 1    | 1994년 3월 23일  | 야마다 기미오 6단   | 창하오 5단          | 흑 불계승   |
| 2    | 1994년 3월 25일  | 류샤오광 9단        | 야마다 기미오 6단   | 흑 10집반승 |
| 3    | 1994년 4월 27일  | 류샤오광 9단        | 고마쓰 히데키 8단   | 백 블계승   |
| 4    | 1994년 4월 29일  | 류샤오광 9단        | 요다 노리모토 9단   | 흑 불계승   |
| 5    | 1992년 7월 30일  | 야마시로 히로시 9단 | 류샤오광 9단        | 흑 불계승   |
| 6    | 1994년 8월 1일   | 야마시로 히로시 9단 | 천린신 9단          | 백 4집반승  |
| 7    | 1994년 10월 28일 | 차오다위안 9단      | 야마시로 히로시 9단 | 백 2집반승  |
| 8    | 1994년 10월 30일 | 차오다위안 9단      | 가다오카 사토시 9단 | 흑 불계승   |
| 9    | 1994년 12월 24일 | 차오다위안 9단      | 가토 마사오 9단     | 백 2집반승  |

### 제10회 (1995년~1996년)
| 대국 | 날짜             | 승자                | 패자                | 결과       |
| ---- | ---------------- | ------------------- | ------------------- | ---------- |
| 1    | 1995년 4월 17일  | 화쉐밍 7단          | 가토 토모코 4단     | 백 불계승  |
| 2    | 1995년 4월 19일  | 미무라 도모야스 7단 | 화쉐밍 7단          | 백 불계승  |
| 3    | 1995년 6월 1일   | 창하오 6단          | 미무라 도모야스 7단 | 백 6집반승 |
| 4    | 1995년 6월 3일   | 창하오 6단          | 모리타 미치히로 7단 | 흑 3집반승 |
| 5    | 1995년 7월 13일  | 창하오 6단          | 류시훈 6단          | 백 불계승  |
| 6    | 1995년 9월 3일   | 창하오 6단          | 고바야시 사토루 9단 | 흑 불계승  |
| 7    | 1995년 9월 5일   | 창하오 6단          | 린하이펑 9단        | 백 불계승  |
| 8    | 1995년 12월 26일 | 오타케 히데오 9단   | 창하오 7단          | 백 불계승  |
| 9    | 1995년 12월 28일 | 오타케 히데오 9단   | 위빈 9단            | 흑 불계승  |
| 10   | 1996년 1월 28일  | 오타케 히데오 9단   | 류샤오광 9단        | 백 불계승  |
| 11   | 1996년 1월 30일  | 오타케 히데오 9단   | 차오다위안 9단      | 흑 불계승  |
| 12   | 1996년 3월 30일  | 마샤오춘 9단        | 오타케 히데오 9단   | 흑 불계승  |

### 제11회 (1996년)
| 대국 | 날짜             | 승자            | 패자                | 결과       |
| ---- | ---------------- | --------------- | ------------------- | ---------- |
| 1    | 1996년 5월 30일  | 펑윈 8단        | 니시다 데루미 4단   | 흑 불계승  |
| 2    | 1996년 6월 1일   | 하네 나오키 6단 | 펑윈 8단            | 흑 불계승  |
| 3    | 1996년 7월 18일  | 하네 나오키 6단 | 왕레이 6단          | 백 4집반승 |
| 4    | 1996년 7월 20일  | 창하오 7단      | 하네 나오키 6단     | 백 2집반승 |
| 5    | 1996년 10월 5일  | 창하오 7단      | 왕리청 9단          | 흑 4집반승 |
| 6    | 1996년 10월 7일  | 창하오 7단      | 류시훈 7단          | 백 불계승  |
| 7    | 1996년 11월 10일 | 창하오 7단      | 요다 노리모토 9단   | 흑 5집반승 |
| 8    | 1996년 12월 25일 | 창하오 7단      | 고바야시 사토루 9단 | 백 1집반승 |
| 9    | 1996년 12월 27일 | 창하오 7단      | 오타케 히데오 9단   | 흑 불계승  |

## 같이 보기
- 후지쯔배 세계 바둑 선수권 대회
- 잉씨배 세계 프로 바둑 선수권 대회